# Decision Points
Decision Points (zu Deutsch „Entscheidungspunkte“) ist der Titel der am 9. November 2010 veröffentlichten Memoiren des früheren US-Präsidenten George W. Bush. Sie erschienen mit einer Startauflage von 1,5 Millionen Exemplaren. Der in der Presse als Ghostwriter bezeichnete Christopher Michel sieht sich selbst nur als Mitarbeiter an diesem Werk.
Bis Mai 2011 verkaufte der Verlag etwa drei Millionen Exemplare.

## Inhalt
Decision Points besteht aus 14 Kapiteln. Die ersten beiden Kapitel befassen sich hauptsächlich mit der Zeit vor seiner Wahl zum US-Präsidenten, vor allem mit seinem früheren Alkoholproblem und mit seiner Tätigkeit als texanischer Gouverneur.
Seiner Schilderung nach waren die Terroranschläge am 11. September 2001 der Auslöser dafür, die USA schützen und die Freiheit der Nation bewahren zu wollen. Er verteidigt den Irakkrieg und andere Entscheidungen seiner Präsidentschaft. Als Fehler bezeichnet er seinen Auftritt auf der Abraham Lincoln, als er verfrüht das Ende des Irakkrieges verkündete, und die Reaktion auf den Hurrikan Katrina. Außerdem erklärt er, wütend gewesen zu sein, als im Irak keine Massenvernichtungswaffen – deren angenommene Existenz Grundlage der Entscheidung für den Irakkrieg gewesen war – gefunden wurden.
Als Enthüllung wird die Bekanntmachung eines Rücktrittsangebots von Vizepräsident Dick Cheney vor der Präsidentschaftswahl 2004 bezeichnet. Dieses Angebot schlug Bush aber nach einiger Bedenkzeit aus.
Sein Nachfolger Barack Obama wird in dem Buch selten, dann aber positiv erwähnt.
Bush schreibt, selbst Waterboarding angeordnet zu haben, und verteidigt die Entscheidung durch die Informationen, die dadurch gewonnen wurden. Konkret geht es dabei um den mutmaßlichen Drahtzieher der Anschläge am 11. September 2001, Chalid Scheich Mohammed, der daraufhin von der CIA 183 Mal der Prozedur unterzogen wurde. Bush beschreibt Waterboarding als „effektive Methode“, die eine große Menge Information gebracht hätte. Er schreibt auch, sie sei von seinem Rechtsberater gebilligt worden.
Die Aussage der damaligen Bundesjustizministerin Herta Däubler-Gmelin, die ihn 2002 mit Adolf Hitler verglich, habe Bush schockiert und wütend gemacht.

## Rezeption
Altbundeskanzler Gerhard Schröder bezeichnet die Darstellung, dass er Bush im Vorfeld eine Unterstützung für den Irakkrieg zugesagt, diese später aber wieder zurückgenommen hätte, als unzutreffend. Schröders Darstellung wird vom damaligen Botschafter in den USA Wolfgang Ischinger, vom ehemaligen Abteilungsleiter für Außenpolitik im Kanzleramt Dieter Kastrup und vom ehemaligen Regierungssprecher Uwe-Karsten Heye gestützt.
Amnesty International forderte als Reaktion auf die Aussagen zu den Foltermethoden staatsanwaltschaftliche Ermittlungen.

## Ausgabe
George W. Bush: Decision Points. New York 2010, ISBN 978-0-307-59061-9.